# Žitná
Žitná je vesnice, část obce Hracholusky v okrese Prachatice v Jihočeském kraji. Nachází se asi tři kilometry jihovýchodně od Hracholusek. Je zde evidováno 53 adres. V roce 2011 zde trvale žilo 81 obyvatel.
Žitná leží v katastrálním území Žitná u Netolic o rozloze 5,08 km².

## Historie
První písemná zmínka o vesnici pochází z roku 1300.

## Obyvatelstvo
| Rok            | 1869 | 1880 | 1890 | 1900 | 1910 | 1921 | 1930 | 1950 | 1961 | 1970 | 1980 | 1991 | 2001 | 2011 | 2021 |
| -------------- | ---- | ---- | ---- | ---- | ---- | ---- | ---- | ---- | ---- | ---- | ---- | ---- | ---- | ---- | ---- |
| Počet obyvatel | 206  | 226  | 194  | 209  | 224  | 233  | 209  | 126  | 158  | 143  | 114  | 108  | 101  | 81   | 75   |
| Počet domů     | 30   | 32   | 34   | 31   | 32   | 33   | 33   | 34   | 60   | 38   | 35   | 43   | 45   | 46   | 47   |

## Obecní správa
Při sčítání lidu v letech 1850–1879 Žitná byla osadou obce Hoříkovice v okrese Prachatice. V letech 1880–1976 byla samostatnou obcí v okrese Prachatice. Od 30. dubna 1976 je částí obce Hracholusky v okrese Prachatice. V letech 1961–1976 k obci patřila Vrbice.

## Pamětihodnosti
- Usedlosti čp. 1 a 18 (chráněny jako kulturní památky ČR)
- Přírodní památka Mastnice – podmáčené louky s výskytem bledule jarní

## Galerie

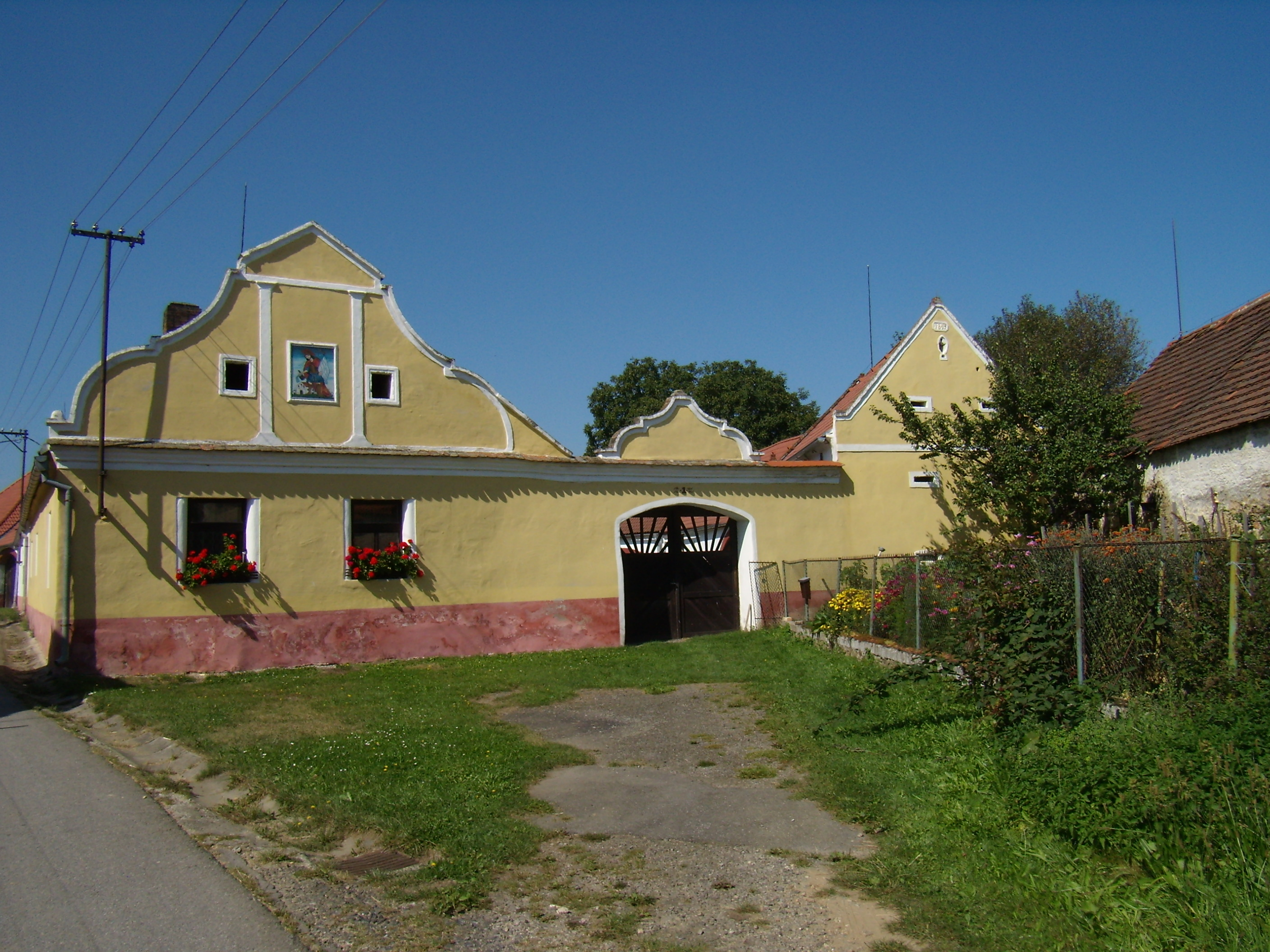
Usedlost čp. 1
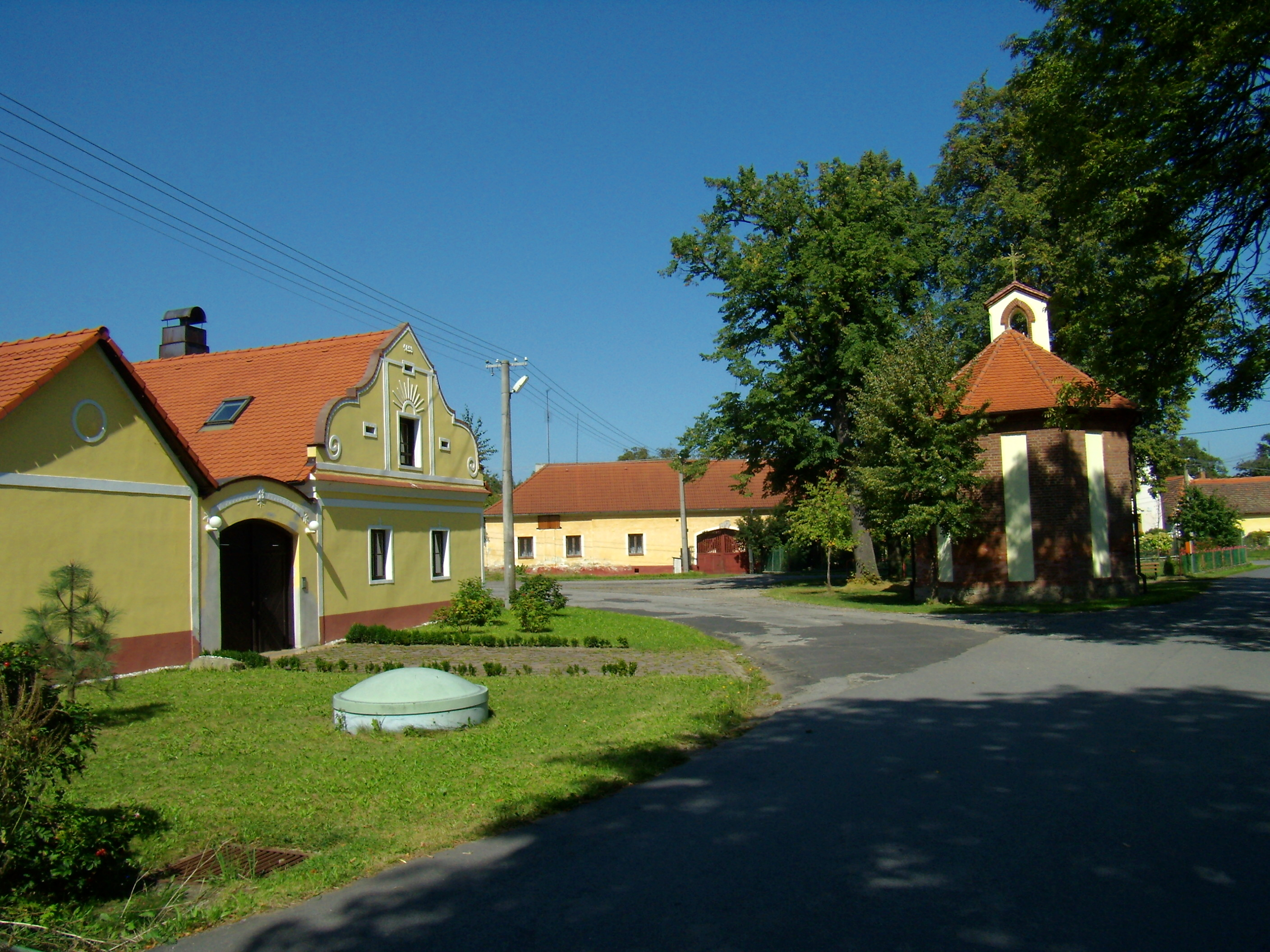
Náves s kapličkou a usedlostí čp. 18